# Fayan Wenyi
Fayan Wenyi (chiń. 法眼文益, pinyin Fǎyǎn Wényì; kor. 법안문익 Pŏban Munik; jap. Hōgen Buneki; wiet. Pháp Nhãn Văn Ích; ur. 885, zm. 958) – chiński mistrz chan, założyciel szkoły fayan, znany także jako Qingliang Wenyi (清凉文益).

## Życiorys
Urodził się w rodzinie Lu z Yuhang w pobliżu Hangzhou. Do klasztoru wstąpił w wieku 7 lat i praktykował u mistrza chan Quanweia z klasztoru Zhitong w Xindingu. Następnie studiował klasykę konfucjańską. W wieku 20 lat został pełnym, wyświęconym mnichem w klasztorze Kaiyuan w Yuezhou (obecnie Shaoxing w prowincji Zhejiang. Był bardzo inteligentnym i dociekliwym uczniem. Bardzo często udawał się do portu Mingzhou na górę Mao (w tej samej prowincji) i tam studiował u mistrza winai Xijiao w słynnym klasztorze Yuwang (Aśoki) w Ningbo. Oprócz tego pilnie studiował klasykę konfucjańską i bywał częstym gościem na spotkaniach literackich tych kręgów. Przez konfucjanistów uważany był za równego dwóm najwybitniejszym uczniom samego Konfucjusza Ziyou i Zixia. Poza praktykowaniem chanu jako dziecko, nie miał wówczas z nim nic do czynienia.
Wreszcie postanowił udać się całkiem na południe do Fuzhou pod wpływem mistycznego impulsu. Odwiedził tam mistrza chan Changqinga Huilenga, ale ponieważ jego umysł nie otworzył się jeszcze, powędrował z grupą przyjaciół dalej. Podczas przechodzenia wokół jeziora Banyang zaskoczyła ich taka śnieżyca, że Fayan postanowił schronić się w klasztorze Dizang w Fuzhou, prowadzonym przez mistrza chan Luohana Guichena. Mistrz siedział przy palenisku i spytał Fayana Gdzie idziesz? Fayan odparł Pielgrzymuję (skt. angya) prosto przed siebie. Mistrz spytał Dlaczego pielgrzymujesz?. Fayan powiedział Nie wiem. Mistrz na to Nie wiem jest bardzo intymne. Po tych słowach Fayan osiągnął oświecenie. Usiedli przy ognisku i rozmawiali o Zhaolun Sengzhao. Przy zdaniu Niebo i ja jesteśmy tymi samymi korzeniami Luohan (Dizang) spytał Czy góry i rzeki, i ta wielka ziemia, różnią się ode mnie, czy są tym samym? Jinshan, który przysłuchiwał się rozmowie, rzekł Tym samym. Luohan podniósł dwa palce i patrząc na nie stwierdził poważnie, że są dwa – i wyszedł. Ponieważ Fayan chciał już iść dalej, więc mistrz poszedł z nimi do bramy i gdy mijali kamień w ogrodzie wskazał na niego palcem i spytał Powiedziano, że w trzech światach wszystko jest umysłem. Czy ten kamień jest w umyśle czy na zewnątrz niego? Fayan odparł Wewnątrz niego. Luohan powiedział Pielgrzymie, dlaczego niesiesz ten kamień w swoim umyśle na pielgrzymce? Fayan nie mógł znaleźć odpowiedzi. Rozwiązał swój tobołek i poprosił mistrza o rozwiązanie problemu. Codziennie przez cały miesiąc Fayan przychodził do mistrza aby zademonstrować swoje zrozumienie i za każdym razem Luohan mówił Dharma Buddy nie jest taka (lub w innej wersji Buddyzm nie jest filozofią.) W końcu Fayan powiedział Brakuje mi już słów i pomysłów. Wtedy mistrz stwierdził Jeśli chcesz mówić o Dharmie Buddy, to wszystko, co widzisz ją ucieleśnia. W tej chwili Fayan osiągnął wielkie oświecenie.
Po osiągnięciu oświecenia i otrzymaniu przekazu Dharmy od mistrza Guichena Fayan zapragnął wybudować pustelnię na wyspie Ganzhe i w niej praktykować. Jednak jego przyjaciele przekonali go do zrealizowania ich pierwotnego planu, czyli odwiedzenia wszystkich najsławniejszych klasztorów buddyjskich na południe od rzeki Jangcy. Po przybyciu do Linchuan (prow. Jiangxi) Fayan pozostał jednak w klasztorze Chongshou. W tym klasztorze rozpoczęła się kariera Fayana jako nauczyciela chanu. Przyciągnął swoim nauczaniem 1000 uczniów.
Fama o nim dotarła do władcy państwa Południowego Tang Li Jinga, który przeniósł mistrza do klasztoru Bao’en na obrzeżach Jinglin (Nankin) i obdarzył go honorowym tytułem Czystego i Mądrego Mistrza Chan (jinghui chanshi).
Po jakimś czasie Fayan został na życzenie władcy przeniesiony do klasztoru Qinglian, także w Jinglin. Założył tam swoją własną szkołę chan – fayanzong, jeden z pięciu domów chan środkowego okresu jego rozwoju.
Jego wpływy były tak wielkie, że prawie wszystkie klasztory, także spoza regionu, wprowadziły fayanowski styl nauczania. Dzięki jego osobistym wysiłkom klasztory na południe od Jangcy prowadzone były przez mistrzów z linii przekazu Dharmy Xuansha Shibeia.
Była tak ogólnie poważanym mistrzem, że gdy zachorował, do klasztoru przybył sam władca królestwa.
5 dnia 8 miesiąca 958 roku ogolił swoją głowę i wziął kąpiel. Wezwał mnichów, pożegnał się z nimi, następnie usiadł w pozycji medytacyjnej (chiń. zuochan) i zmarł. W jego pogrzebie uczestniczyli wysocy urzędnicy państwowi oraz mnisi z wielu klasztorów. Trumna niesiona była przez nich przez całe miasto. Otrzymał pośmiertny tytuł Wielki Mistrz Chan Oka Dharmy (dafayan chanshi), a jego stupa otrzymała nazwę Bezkształt (wuxiang).

## Uczniowie
Wpływy mistrza były niezwykłe; zawdzięczał to swoim uczniom. Miał ich ponad 1000 i 63 z nich osiągnęło oświecenie. Według Jingde chuandeng lu 14 z nich osiągnęło wielką sławę, byli zapraszani przez panujących, arystokrację i wysokich urzędników. Z nazwiska wymienieni są tylko trzej: Narodowy Nauczyciel państwa Wuyue (chiń. guoshi) Tiantai Deshao (891–972), Wiodący Nauczyciel Narodowy państwa Tangów (południowych) Baoci Wensui (bd) i Nauczyciel Państwa Korea Daofeng Huizhu. Oprócz tego 49 uczniów wywarło wielki wpływ lokalnie, w miejscach ich pobytu. Wymienieni są tylko dwaj: Longguang (bd) i Qingliang Taiqin (zm. 974).
W państwie Wuyue bardzo aktywni byli także inni uczniowie mistrza: Bao’en Huiming (884/9–954/9) (w klasztorze Zichong, a potem wybudowanym dla niego Bao’en), Yongming Daoqian (zm. 961) (któremu wybudowano klasztor Yongming), Lingyin Qingsong (bd) (w klasztorze Lingyin) oraz Baota Shaoyan (899–971).
Inni uczniowie byli aktywni w państwie południowych Tangów. Trzeba wymienić Fa’ana (zm. 968/76), Jingde Zhiyuna (906–969) i Bao’ena Guangyi (bd).

## Nauki
Był niezwykle wykształconym człowiekiem, na którego wielki wpływ wywarła sutra Awatamsaki i filozofia szkoły huayan oraz widżnjaptimatraty (skt. vijñāptimatratā). Był realistą w każdym calu, zarówno empirycznie, jak i metafizycznie. Był również mistykiem, lecz nie mistykiem natury czy kosmosu, ale raczej metakosmosu. Dla niego ostateczna rzeczywistość istnienia była całkowicie pozbawiona przymiotów – podstawowa rzeczywistość to bezforemna pustka.
Fayan był także uważany za prekursora łączenia doktryny konfucjańskiej z chanem. Ta tendencja będzie dość charakterystyczna dopiero na początku dynastii Song. Wynika z tego, iż w klasztorach związanych ze szkołą fayan jednym z elementów nauczania było studiowanie literatury, i to nie tylko buddyjskiej, ale także klasycznej literatury chińskiej i konfucjańskiej. Potwierdzałby to fakt, iż mistrzami chan, którzy synkretyzowali nauki chan i konfucjanizmu byli w większości mnichami z rejonu Wuyue, gdzie dominowała linia przekazu Fayana.
Z tekstów chan, które traktowały także o Fayanie, wyłania się dychotomiczny obraz jego stylu nauczania. Ze wstępu, który napisał do przypisywanego mu dzieła Zongmen shigui lun (Traktat o dziesięciu przewodnich zasadach dla szkół chan) wynika, iż preferował on konwencjonalne podejście do nauk buddyjskich. Znalazły się tam fragmenty krytykujące pewne praktyki chanu, m.in. usuwanie studiowania doktryn buddyjskich z klasztorów chan, co jego zdaniem prowadziło do bezkrytycznego łączenia heretyckich pomysłów z ważnymi doktrynami, bez żadnego rozróżniania.
Z kolei z Chuangdeng lu (Księga przekazu lampy) wyłania się Fayan jako dynamiczny, bezkompromisowy nauczyciel chan, wręcz typowa osoba chan.
Był człowiekiem łagodnym i tak też nauczał, bez uderzeń kijem chan, okrzyków i innych mocnych metod. Mimo tego, dał przekaz Dharmy aż 63 uczniom. Miał ponad 1000 uczniów.
Przetrwało kilka z jego wielu dzieł, wierszy i traktatów: Zongmen shigui lun (o chanie); mowy i nauczania Qingliang Wenyi chanshi yulu (Zapiski słów mistrza chan Wenyi z [klasztoru] Qingliang).
Mistrz Fayan występuje w gong’anach 17, 20, 27, 51, 64 i 74 oraz w komentarzach do gong’anów 12, 38, 47, 81 i 85 z Congronglu i w gong’anie 7 z Biyan lu.

## Linia przekazu Dharmy zen
Pierwsza liczba oznacza liczbę pokoleń mistrzów od 1 Patriarchy indyjskiego Mahakaśjapy.
Druga liczba oznacza liczbę pokoleń od 28/1 Bodhidharmy, 28 Patriarchy Indii i 1 Patriarchy Chin.
- 39/12. Xuefeng Yicun (822–902)
  - 40/13. Xuansha Shibei (835–908)
    - 41/14. Luohan Guichen (867–928)
      - 42/15. Fayan Wenyi (885–958) Szkoła fayan
        - 43/16. Qingliang Taiqin (zm. 974)
          - 44/17. Yunju Daoqi (926–997)
            - 45/18. Lingyin Wensheng (zm. ok. 1025)

        - 43/16. Tiantai Deshao (891–978)
          - 44/17. Yong’an Daoyuan (bd) autor Jingde chuandeng lu
          - 44/17. Yongming Yanshou (905–96) autor Zongjing lu
          - 44/17. Longce Xiaorong (bd)
            - 45/18.1 Chinkwan Sŏch'o (bd) (Korea)

        - 43/16. Langye Huichao (zm. 979)
        - 43/16. Yongming Daoqian (zm. 961))
        - 43/16. Guizong Yirou (bd)
        - 43/16. Luohan Shouren (bd)
        - 43/16. Baizhang Daochang (zm. 991)
          - 44/17. Xixian Chengshi (bd) redaktor Zhaozhou yulu

        - 43/16. Daofeng Huizhu (bd) działał w Silli
        - 43/16. Baoci Wensui (bd)
        - 43/16. Baoci Xingyan (bd) (być może jest to Baoci Wensui)
        - 43/16. Bao’en Huiming (884/9–954/9)
        - 43/16. Guizong Cezhen (zm. 972)
        - 43/16. Chongshou Qichou (zm. 992)
        - 34/16. Longguang (bd)
        - 34/16. Baota Shaoyan (899–971)
        - 34/16. Lingyin Qingsong (bd)
        - 34/16. Bao’en Guangyi (bd)
        - 34/16. Bao’en Xuanze (bd) (być może to jest Bao’en Guangyi)
        - 34/16. Fa’an (zm. 968/76)
        - 34/16. Jingde Zhiyun (906–969)
        - 34/16/1. Ryŏngkam (bd) (Korea)
        - 34/16/1. Hyekŏ (bd) (Korea – linia przekazu „pŏbon”)